# Samand Siabandov
Samand Aliyevitch Siabandov (en russe : Саманд Алиевич Сиабандов, en kurde : Semendê Elî Siyabendov; 20 novembre 1909, oblast de Kars - 14 novembre 1989, Erevan), est un écrivain, homme politique et lieutenant-colonel de l'Armée rouge d'origine Kurde Yezidi qui a reçu le titre de héros de l'Union soviétique pendant la guerre soviétique contre l'Allemagne nazie.
Il naît dans l'oblast de Kars d'une famille Yezidi. Il a fait ses études dans le supérieur à la Faculté orientale de l'université de Saint-Pétersbourg (auparavant université de Leningrad). Il intègre le Parti communiste de l'Union soviétique en 1931, et devient député dans le Soviet suprême de l'Union soviétique en 1946. En 1950 il est diplômé de l'École supérieure du parti communiste à Moscou. Il a été secrétaire du parti communiste arménien dans le district d'Alaverdi.
Il a joué un rôle important pour la libération de villes pendant l'occupation nazie dans le Toula, le Kalouga, la République socialiste fédérative soviétique de Russie, en Pologne et en province de Prusse-Orientale. Son nom est gravé en or dans les murs du musée de la Grande Guerre patriotique de Moscou pour sa bravoure et son exceptionnel service.

## Distinctions
- ordre de Lénine
- ordre du Drapeau rouge
- ordre de l'Étoile rouge
- ordre de l'Insigne d'honneur
- ordre de la Guerre patriotique de 1re classe
- ordre de la Guerre patriotique de 2e classe
- héros de l'Union soviétique
- médaille du Courage

## Œuvres
- Siyabend û Xecê - (1959)
- Jiyana Bextewar (Vie heureuse) - (1966)
- Ferhenga Ermenî-Kurdî (dictionnaire arménien-kurde) - (1959)

## Sources
- « Semendê Elî Siyabendov », sur kurd-art.com (consulté le 5 février 2016)